# Comuna Domžale
Domžale (Občina Domžale) este o comună din Slovenia, cu o populație de 29.902 locuitori (iun.03).

## Localități
Bišče, Brdo, Brezje pri Dobu, Brezovica pri Dobu, Češenik, Depala vas, Dob, Dobovlje, Dolenje, Domžale, Dragomelj, Goričica pri Ihanu, Gorjuša, Groblje, Homec, Hudo, Ihan, Jasen, Kokošnje, Količevo, Kolovec , Krtina, Laze pri Domžalah, Mala Loka, Nožice, Podrečje, Prelog, Preserje pri Radomljah, Pšata, Rača, Račni Vrh, Radomlje, Rodica, Rova, Selo pri Ihanu, Spodnje Jarše, Srednje Jarše, Studenec pri Krtini, Sveta Trojica, Šentpavel pri Domžalah, Škocjan, Škrjančevo, Turnše, Vir, Zaboršt, Zagorica pri Rovah, Zalog pod Sveto Trojico, Zgornje Jarše, Žeje, Želodnik, Žiče